# Мутаре
Мутаре (англ. Mutare) — місто в Зімбабве, центр провінції Манікаленд.

## Географія
Місто Мутаре (до 1982 року — Умталі) розташоване на крайньому сході Зімбабве, у так званому «Бейрському коридорі», що сполучає столицю Зімбабве — Хараре з Мозамбіцькою портою Бейра на узбережжі Індійського океану. Відстань від міста до кордону з Мозамбіком становить 8 кілометрів; Хараре знаходиться за 256 кілометрах на північний захід від Мутаре. Абсолютна висота — 1094 метри над рівнем моря.
Мутаре, з населенням в 170 106 осіб (станом на 2002 рік), є 4-м за величиною містом Зімбабве і адміністративним центром провінції Манікаленд.

## Історія
Місто (Форт-Умталі) було засноване в 1890 році британськими концесіонерами в долині між річками Цамба і Мутаре, у районі, де були виявлені родовища золота (Мутаре у перекладі означає шматок металу). У 1891 місто було перенесене на нове місце; в 1896 році, після придбання тут Сесілем Родсом значних територій і прокладки залізничної лінії Булавайо-Бейра, Умталі було знову перенесене — на своє старе місце (район Старий Мутаре з широкими, засадженими деревами вулицями). У 1914 році Умталі отримало права громади, в 1971 році — міське право.

## Культура і релігія
У Мутаре і його околицях існують кілька музеїв, у тому числі музей Мутаре, музей Утопія-Хаус і Національна галерея Зімбабве, а також ряд коледжів (технічний, лісової, педагогічний та ін.) і університет (університет Африка). У розташованих поблизу височинах Мурагва-Хілл можна побачити доісторичні наскельні розписи.
Місто є також центром римо-католицького єпископства Мутаре.

## Економіка
Мутаре є великим центром деревообробної, паперової та меблевої промисловості. У Мутаре також зосереджені підприємства легкої та харчової промисловості, на яких переробляються вирощувані в цій місцевості зернові, чай, тютюн, бавовна і кава. Поблизу міста, у Масси-Кессі, добувається золото.

## Населення
За даними на 2013 рік, чисельність населення становить 190 538 осіб.
Динаміка чисельності населення міста по роках:
| 2002    | 2013    |
| ------- | ------- |
| 170 106 | 190 538 |

## Міста-партнери
- Гарлем, Нідерланди
- Портленд, США